# گربه کلوندایک
گربه کلوندایک (انگلیسی: Klondike Kat) نام یک مجموعهٔ کارتونی آمریکایی است که توسط استودیوی تلویزیونی «توتال تله‌ویژن» تهیه و از شبکهٔ «سی‌بی‌اس» پخش شد. این کارتون بخشی از مجموعهٔ انیمیشنی «Underdog» بود که از سال ۱۹۶۴ میلادی به روی آنتن رفت.
شخصیت اصلی این کاتون، یک گربه وحشی انسان‌واره و پلیس است که همواره در تعقیب یک موش تبهکار به نامِ «Savoir-Fair» و سگِ دستیارش «Malamutt» در قلمروی یوکان کاناداست. این موشِ زرنگ که کانادایی و فرانسوی‌تبار است، کارش دزدیدن غداست و تکیه‌کلامی دارد که مدام آنرا به زبان می‌آورد و می‌گوید: «!Savoir-Faire is everywhere» (ناجی افسانه‌ای همه جا هست!). سگِ دستیار او هم گوش‌های بسیار تیزی دارد و می‌تواند حضورِ «گربه کلوندایک» را در نزدیکی خودشان تشخیص دهد. این سگ گاهی هم ویولن و پیانو می‌نوازد.
«گربه کلوندایک» در قلعهٔ نظامی «فورت فرازل» زندگی می‌کند و به تحتِ فرمان مافوقش «سرگرد ماینر» است (که صداپیشگی آن توسطِ کنی دلمار و با الهام از صدا و لحنِ صحبتِ تری توماس انجام شده است) گربه کلوندایک در جریان درگیری با این موش، غالباً دردسرها و خرابی‌های زیادی به‌بار می‌آورد، اما همیشه در انتهایِ داستان، موفق می‌شود او را به دام بیندازد. او هم دو تکه‌کلام مهم دارد:
- «!I'll make mincemeat out of that mouse» («ای موش هفت‌خط! اگه دستم بهت برسه، پوستتو قلفتی می‌کنم و قیمه‌قیمه‌ات می‌کنم!»)
- «Klondike Kat always gets his mouse» (گربه کلوندایک همیشه موشو به دام میندازه!)

این کارتون در دههٔ ۵۰ خورشیدی، با دوبلهٔ فارسی از تلویزیون ملی ایران پخش شد. صداپیشگی شخصیت «گربه کلوندایک» به عهدهٔ ایرج رضایی و تورج نصر و صداپیشگی شخصیت «موش» به عهدهٔ مهدی آژیر بود.